# Gypsophila struthium
Gypsophila struthium es una de las casi 100 especies del género Gypsophila, familia Caryophyllaceae. Se la conoce como jabonera (nombre común de muchas especies no relacionadas) y albalda. Es una planta gipsófila perenne que forma parte de matorrales aclarados y terrenos baldíos, en laderas yesosas de zonas áridas.

## Taxonomía
Gypsophila struthium fue descrita por Pehr Löfling y publicado en Iter Hispanicum 303. 1758.
Sinonimia
- Gypsophila iberica Barkoudah
- Saponaria struthium Loefl.[2]

## Nombres comunes
- Castellano: albada, herbada, jabonera, jabonera blanca, jabonera de La Mancha, jabuna, xabonera, yerba jabonera, yerba xabonera.